# CSM Sighetu Marmației
Clubul Sportiv Municipal Sighetu Marmației, cunoscut sub numele de CSM Sighetu Marmației, sau pe scurt Sighetu Marmației, este un club de fotbal profesionist din Sighetu Marmației, județul Maramureș, România, care evoluează în prezent în Liga a III-a.

## Istoric

Logo vechi

Clubul a fost fondat în 1996 pentru a continua tradiția de fotbal din Sighetu Marmației, după dizolvarea clubului CIL Sighetu Marmației, s-a fondat o echipă care a jucat timp de mulți ani în Liga a II-a.

### Dizolvarea
După câțiva ani când deja era promovat în liga a 3-a, la 13 mai 2016, clubul CSM Sighetu Marmației s-a retras din Liga III și a fost dizolvat, din cauza lipsei de bani și pierderea finanțării clubului de către primăria municipiului.

### Reînființarea
În vara lui 2019, după 3 ani de inactivitate, a fost reînființată secția de fotbal a clubului sportiv.
La 28 aprilie 2021, CSM Sighetu Marmației, condusă de Romulus Buia, a câștigat miniturneul Liga IV Maramureș 2020-2021, organizat de AJF (Asociația Județeană de Fotbal) Maramureș, învingând Lăpușul Târgu Lăpuș în finală cu 3–0, calificându-se pentru barajul de promovare/retrogradare în Liga a IV-a. Baraj pierdut contra echipei de liga a III-a Progresul Șomcuta Mare cu scorul de 6-2 la general, 1-3 acasă și tot 1-3 în deplasare.
A reușit promovarea în Liga a III-a la a doua încercare în sezonul următor, după câștigarea într-un mod categoric a barajului împotriva echipei Rapid Jibou campioana județului Sălaj cu scorul de 5-0 la general (3-0 acasă și 2-0 în deplasare).

## Palmares
Liga III
- Al doilea loc (1): 2023–24

Liga IV – Județul Maramureș
- Câștigător (7): 2000–01, 2004–05, 2006–07, 2010–11, 2013–14, 2020–21, 2021–22

## Istoria clubului pe sezoane
| Sezon   | Eșalon | Divizia            | Loc   | Cupa României |
| ------- | ------ | ------------------ | ----- | ------------- |
| 2024–25 | 3      | Liga III (Seria X) | 5-lea |               |
| 2023–24 | 3      | Liga III (Seria X) | 2-lea |               |
| 2022–23 | 3      | Liga III (Seria X) | 7-lea |               |

| Sezon   | Eșalon | Divizia      | Loc         | Cupa României |
| ------- | ------ | ------------ | ----------- | ------------- |
| 2021–22 | 4      | Liga IV (MM) | 1-ul (C, P) |               |
| 2020–21 | 4      | Liga IV (MM) | 1-ul (C)    | R2            |

## Lotul sezonului 2023-2024
La 10 September 2024.
| Nr. |                  | Poziție | Jucător                            |
| --- | ---------------- | ------- | ---------------------------------- |
| 2   | România          | M       | Luca Buciuman                      |
| 5   | România          | F       | Gheorghe Tomșa                     |
| 7   | România          | F       | Cristian Catrina                   |
| 8   | Estonia          | M       | Deivid Andreas                     |
| 9   | România          | A       | Victor Mare                        |
| 11  | România          | M       | Ianis Negruț                       |
| 12  | România          | P       | Mihai Oneț (on loan from CFR Cluj) |
| 14  | România          | A       | Leonardo Mitruscsák (Captain)      |
| 16  | România          | M       | Răzvan Mărieș                      |
| 17  | Coasta de Fildeș | A       | Theo Yolou                         |
| 18  | România          | A       | Nándor Süveg                       |
| 21  | Algeria          | A       | Djamal Amrichate                   |

| Nr. |         | Poziție | Jucător            |
| --- | ------- | ------- | ------------------ |
| 23  | România | F       | Alberto Brașoveanu |
| 27  | România | F       | Alexandru Rojniță  |
| 30  | România | M       | Simion Pop         |
| 31  | Senegal | F       | Pape Ndiaye        |
| 33  | România | P       | Iuliu Roșiianu     |
| 38  | Ucraina | A       | Ihor Liubashov     |
| 44  | Ghana   | M       | Razak Abdullah     |
| 72  | România | P       | Iosif Berințan     |
| 88  | România | M       | Cătălin Șofroni    |
| 91  | Algeria | M       | Cristopher Saidani |
| 99  | România | M       | Paul Szecui        |

### Împrumutat
| Nr. |  | Poziție | Jucător |
| --- |  | ------- | ------- |

| Nr. |  | Poziție | Jucător |
| --- |  | ------- | ------- |

## Foști Jucători
| - Grigore Arezanov - Paul Baiaș - Valentin Belbe - Becsi - Peter Berki - Alexa Bizău - Blaga - Vasile Bonte - Viorel Buzgău - Vasile Caciureac - Ilie Cheiaua - Ludovic Csohan | - Adrian Culac - Ioan Drăgulescu - Egreși - Ignat - Junea - Dan Mocian - Ioan Mih - Ionel Feier - Florin Filimon - Attila Ghindă - Liviu Grindeanu - Alin Alexandru Pascu - Adrian Pașcu | - Sorin Perta - Tiberiu Ladislau - Bogdan Lazăr - Denis Lemac - Marius Mate - Mia - Mentel - Năprădean - Vasile Negrea - Victor Pasenciuc - Vasile Petruș - Petre Petruș | - Adrian Pop - Ioan Popan - Mihai Săuca - Scripcaru - Gabriel Sel - Vasile Strîmbei - Paul Szentlaszloi - Adrian Taraczkoczi - Remus Trif - Țicală - Ioan Țășnadi - Teleștean - Cameliu Verdeș |

## Foști antrenori
- Daniel Iftodi (2007–2009)
- Sorin Cigan (2013–2014)
- Valentin Sinescu (2015−2016)
- Marius Popescu (2016)
- Romulus Buia (2021)
- Adrian Iencsi (2022–2023)